# Pseudarcturella crenulata
Pseudarcturella crenulata is een pissebed uit de familie Austrarcturellidae. De wetenschappelijke naam van de soort is voor het eerst geldig gepubliceerd in 1992 door Gary C.B. Poore & Bardsley.